# Красний Сергій Хочекович
Сергій Хочекович Червоний — радянський господарський, державний і політичний діяч.

## Біографія
Народився в 1919 році в містечку Малий Ажик. Член ВКП(б).
З 1935 року — господарської, громадської і політичної роботи. У 1935—1980 рр. — секретар осередку ревсомола Буренського сумона, в райкомі ревсомола в Сариг-Сепі, в рядах Тувинської народно-революційної та Радянської армії, начальник відділу військового навчання Тувинського обласної ради Осоавіахіму, старший інструктор облвиконкому, голова Барун-Хемчицького райвиконкому, голова Дзун-Хемчицького райвиконкому, голова виконкому Кизильської міської Ради народних депутатів, секретар Президії Верховної Ради Тувинської АРСР.
Обирався депутатом Верховної Ради РРФСР 6-го скликання.
Почесний громадянин Кизила. Дочка — Надія Сергіївна Красна — відома співачка.